# Incidente Lacônia

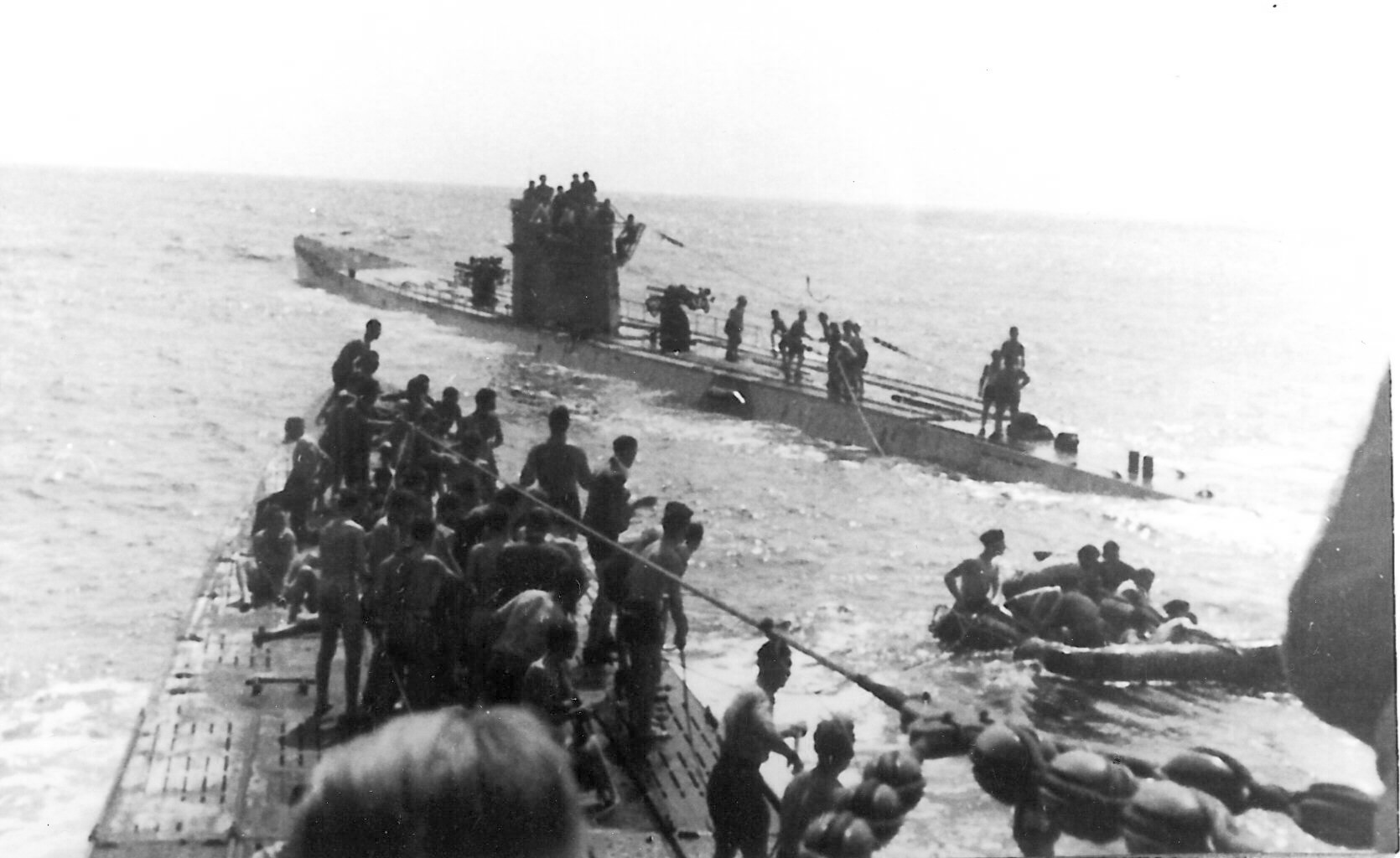
Submarinos U-156 e U-507 socorrendo os náufragos do RMS Laconia.

O Incidente Lacônia ocorreu no Atlântico Sul ao largo da costa africana, durante uma missão de salvamento, após o submarino alemão U-156 torpedear o navio RMS Laconia em 12 de setembro de 1942 durante a Segunda Guerra Mundial.
Esse episódio teve graves consequências, levando o comando naval alemão a proibir que submarinos participassem de missões de salvamento de sobreviventes de ataques de submarinos.

## O ataque doU-156
“
- Todos os esforços para salvar sobreviventes de afundamentos, tais como resgatar homens na água e colocá-los em botes salva-vidas, rebocar barcos virados ou fornecer água ou comida, devem ser cessados. O resgate contradiz a mais básica das normas da guerra: A destruição de barcos hostis e suas tripulações.
- A ordem também concerne e tem efeito sobre capitães e chefes de máquinas.
- Somente serão resgatados se seu posto for importante para a marcha do navio.
- Mantenham-vos firmes. Recordem que o inimigo também não se preocupa com nossas mulheres e crianças quando bombardeiam a Alemanha.”

— Karl Dönitz
No dia 12 de setembro de 1942, às 22:07h, o submarino U-156 sob o comando do Capitão-Tenente Werner Hartenstein atacou com torpedos e afundou na posição 05º05'S, 11º38'O (Atlântico Sul), o navio de passageiros Laconia, de 19 695 toneladas de arqueação, que afundou em pouco mais de uma hora. O navio misto além de carregar  material militar transportava 136 tripulantes, 80 civis de diversas nacionalidades, 268 soldados e cerca de 1 800 prisioneiros de guerra italianos que eram vigiados por 160 soldados da Polônia.

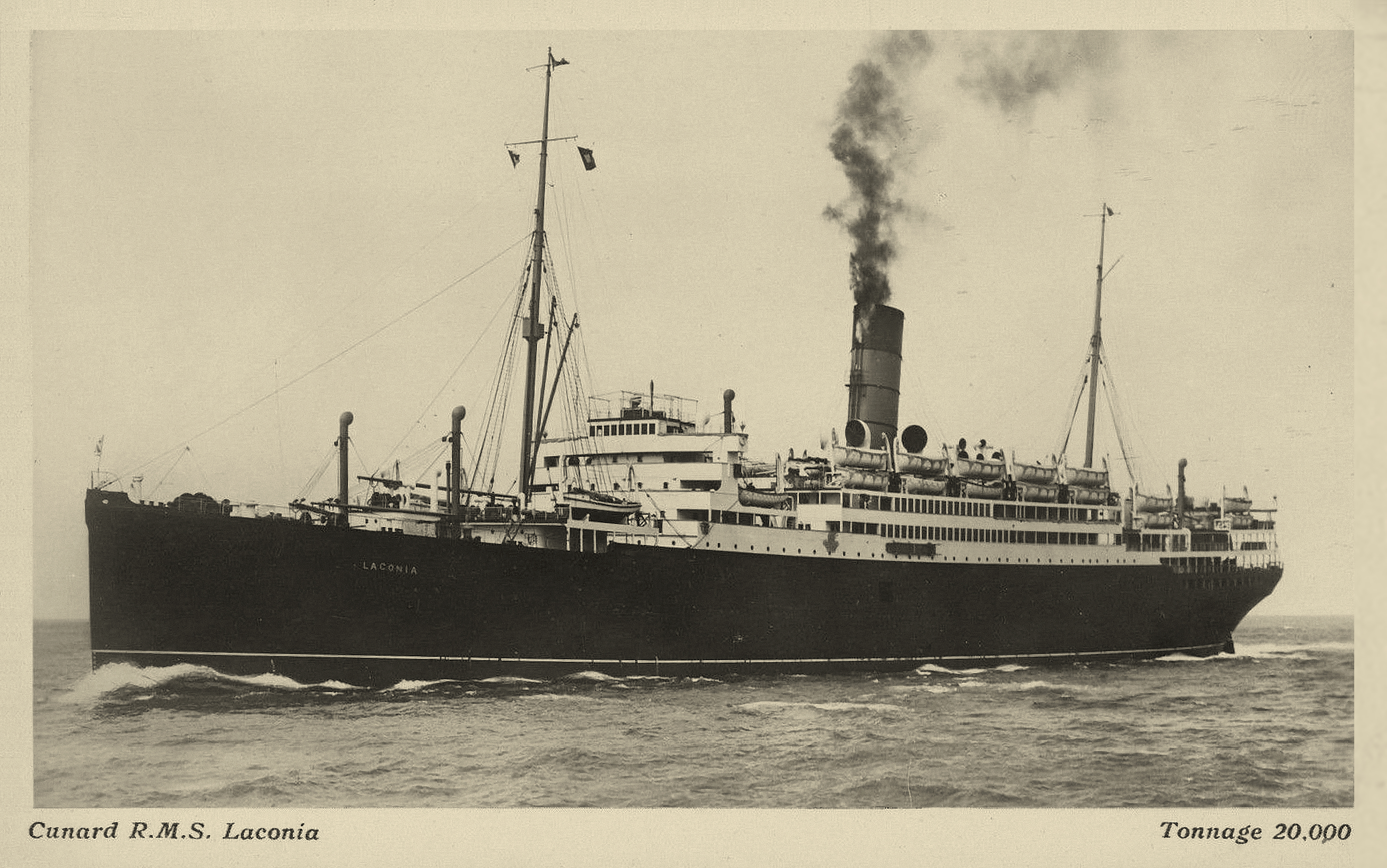
RMS Laconia.

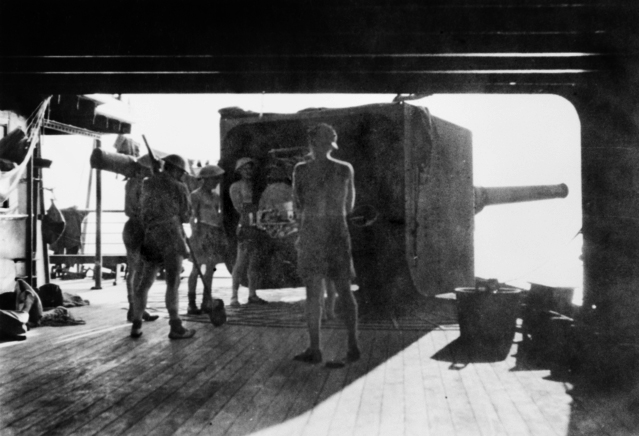
Canhão de 152,4 mm que equipava o RMS Laconia.

Na sequencia do afundamento, a tripulação do U-156 identificou vozes falando em italiano entre os sobreviventes. O comandante Werner Hartenstein iniciou uma operação de resgate e emitindo pedido de ajuda via rádio, tanto para outros Submarinos próximos quanto para qualquer outra embarcação que estivesse próxima, informando também um cessar fogo.
O U-156 recolheu cerca de 400 pessoas, mantendo 200 a bordo e outras 200 em botes salva-vidas amarrados ao u-boot. Em 15 de setembro, 3 dias após o torpedeamento, o U-506, que tinha em seu comando o Capitão-Tenente Erich Würdemann chegou ao local do afundamento e auxiliando no auxílio as vitimas. Em poucas horas chegou também o U-507 sob o comando do o Capitão de corveta. Harro Schacht e por último o submarino italiano Cappelini. Os submarinos foram em direção a costa da África, trazendo a reboque os botes salva-vidas e sobreviventes dentro dos submarinos.
No dia seguinte no dia 16, às 11:25h, um avião bombardeiro B-24 Liberator da United States Army Air Corps (USAAC) (Força Aérea do Exército dos Estados Unidos) baseado na ilha de Ascensão, avistou os submarinos, que exibiam bandeiras brancas com uma cruz vermelha, sinalizando a operação de socorro. O piloto pediu instruções a base e recebeu autorização para atacar, o que foi feito às 12:32h, forçando os submarinos à cortar os cabos de reboque dos botes salva-vidas e submergir imediatamente.
O ataque do B-24 causou poucos danos, mas algumas vidas se perderam. Os náufragos abandonados no mar aberto, foram socorridos por navios de guerra franceses que navegavam sob a bandeira do Governo de Vichy, na época aliados dos alemães. Estes navios haviam partido dos portos de Dacar e Marrocos, reiniciaram a operação de salvamento e recolhimento dos náufragos, sendo que aproximadamente de 1 500 pessoas sobreviveram ao ataque do U-156.
A ocorrência deu origem ao Incidente Laconia, que teve consequência a ordem do Comandante-em-chefe da Kriegsmarine (Marinha de Guerra Alemã), Almirante Dönitz , emitida a todos os navios da Kriegsmarine em dezembro de 1942 proibindo a participação de U-boots em operação de resgate a sobreviventes de ataques.

## O incidente
Avião aliado atacou submarinos alemães que portavam bandeiras brancas durante a operação de resgate a náufragos.